# أشران
أشرَان  أو سُرَّة  أو طُغْلُق  هي جنس من حوالي 35 جنسًا من النباتات النضرة في فصيلة المُخلدات . توجد في الغالب من جنوب إفريقيا وفي جميع أنحاء الأجزاء الأكثر جفافاً في إفريقيا حتى شمال شبه الجزيرة العربية . عشرة من أنواعها محصورة في الغالب في جنوب إفريقيا، حيث توجد أكثر في كل من مناطق هطول الأمطار في الشتاء والصيف.  يمكن العثور عليها في المسطحات الساحلية وسفوح التلال الصخرية أو أسطح الجرف. أوراقها أبيدة مختلفة الشكل، حتى ضمن بعض الأنواع، خمية متقابلة أو متعاقبة، إزهرارها سنبلي التجميع أو عنقودي. لكن الأزهار متشابهة جدًا بصرف النظر عن اللون، فهي أنبوبية مستطيلة متدلية جميلة الألوان الزاهية.

## معرض الصور

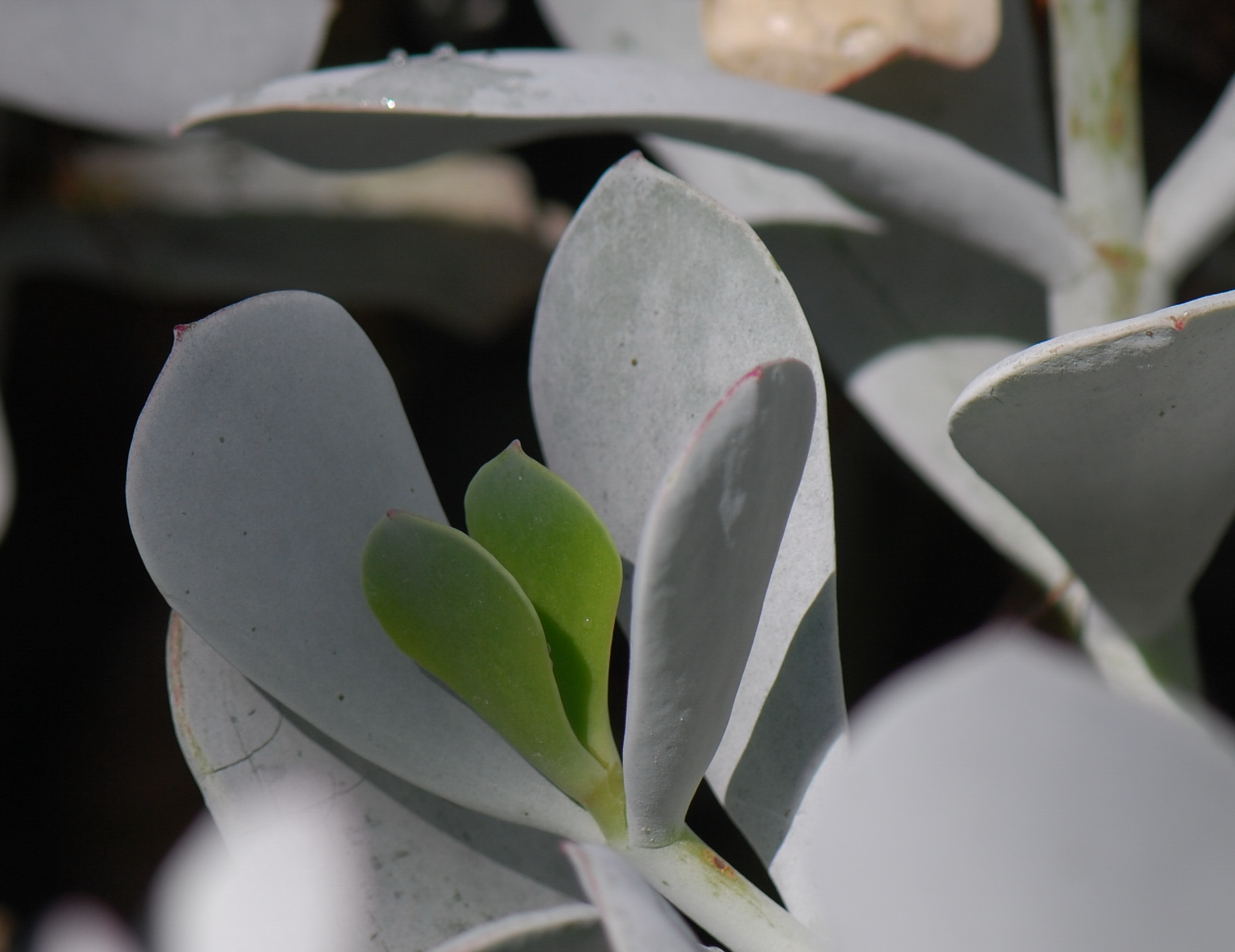
أوراق أحد أنواع أشران

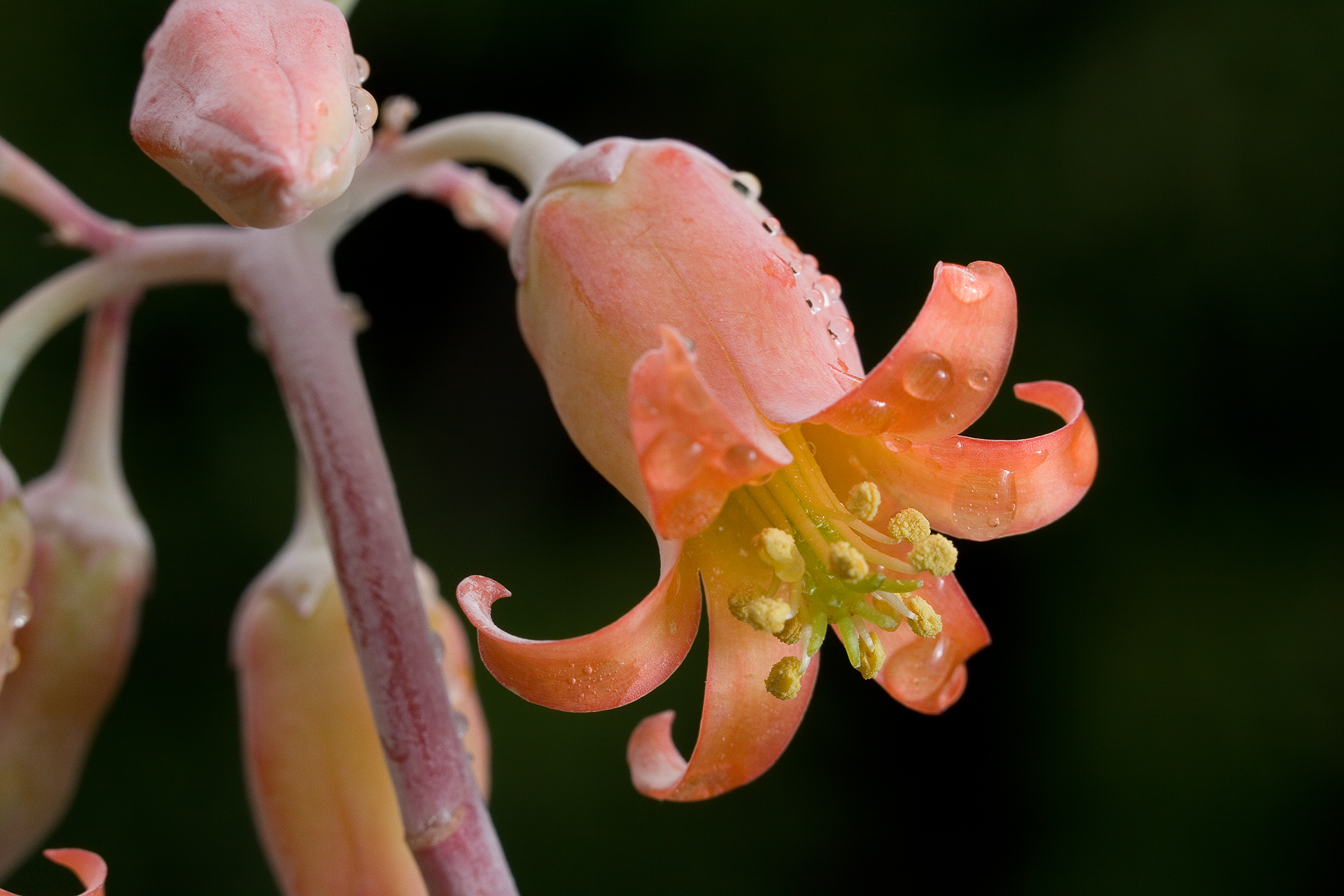
زهرة أحد أنواع الأشران

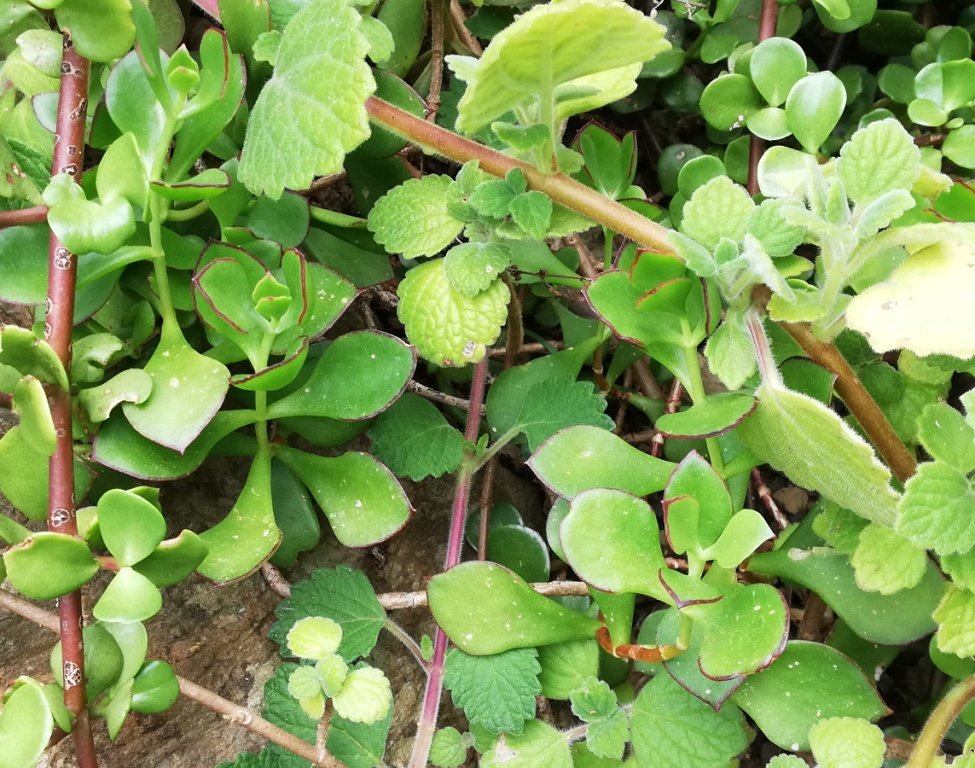
Cotyledon adscendens ، شجيرة متناثرة متفرعة بشكل ضئيل بأوراق مقعرة على سطحها العلوي.
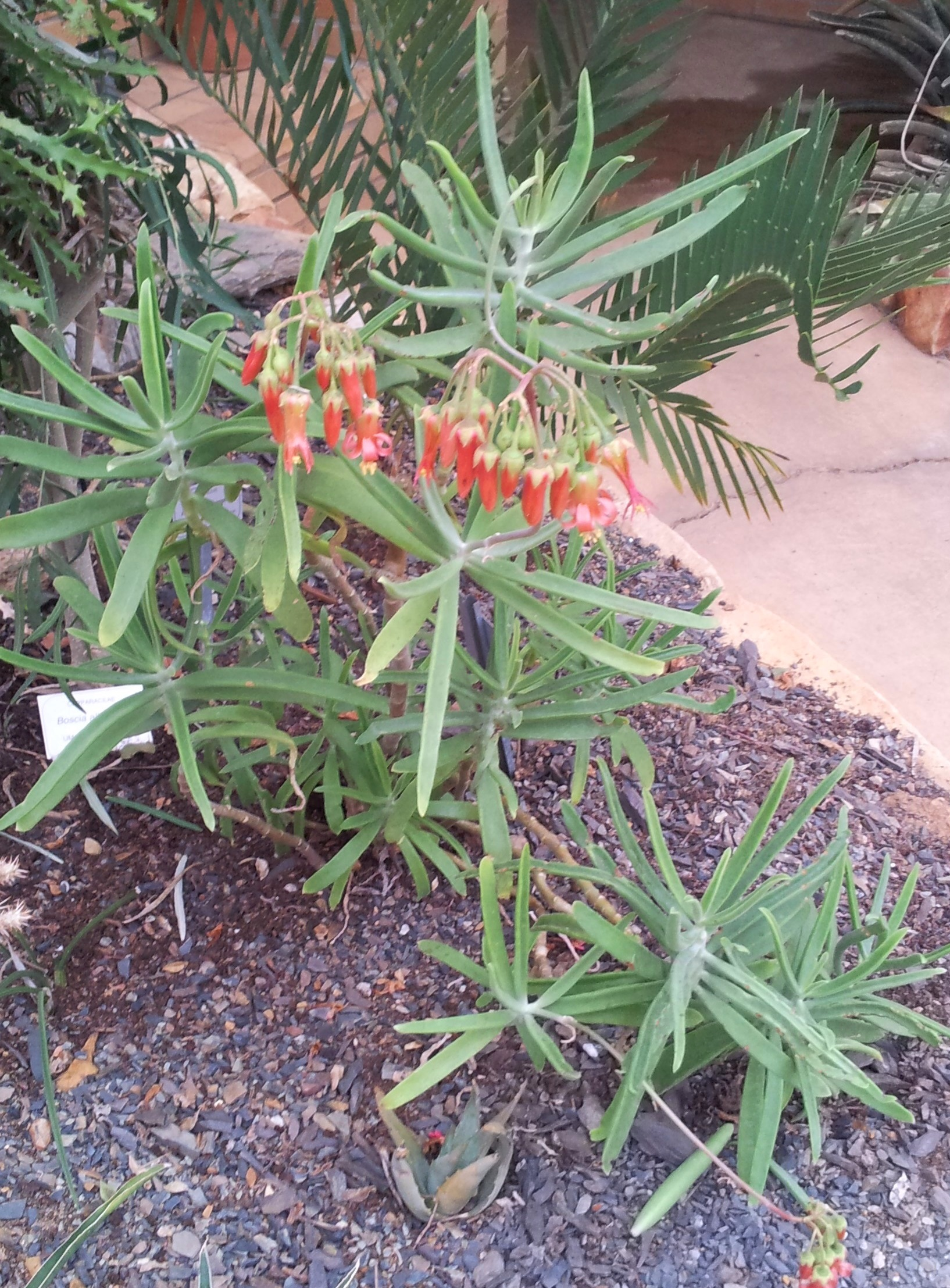
Cotyledon barbeyi هي شجيرة صغيرة مع قواعد أوراق cuneate.
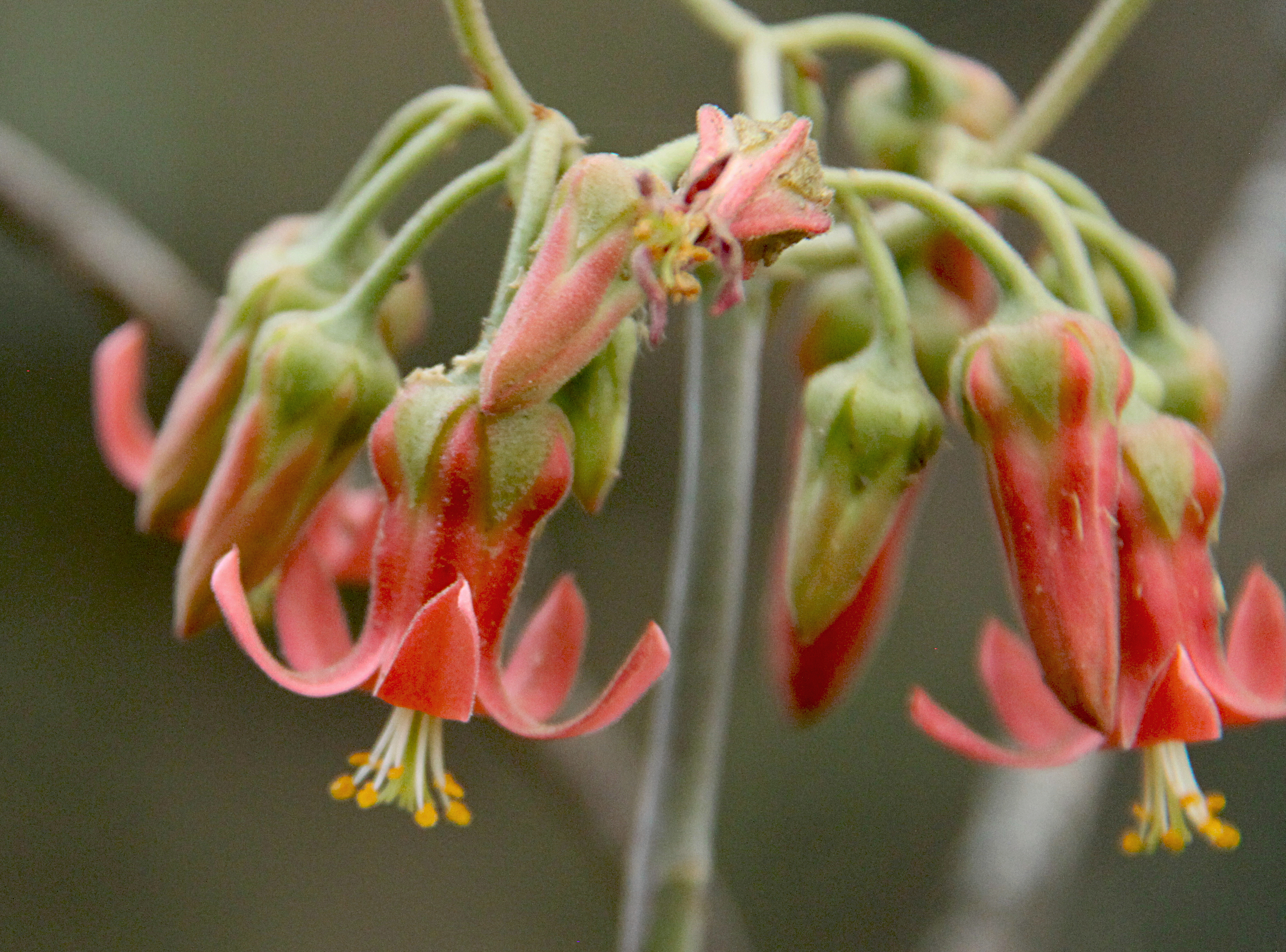
تتضخم أزهار Cotyledon barbeyi بين فصوص الكأس.
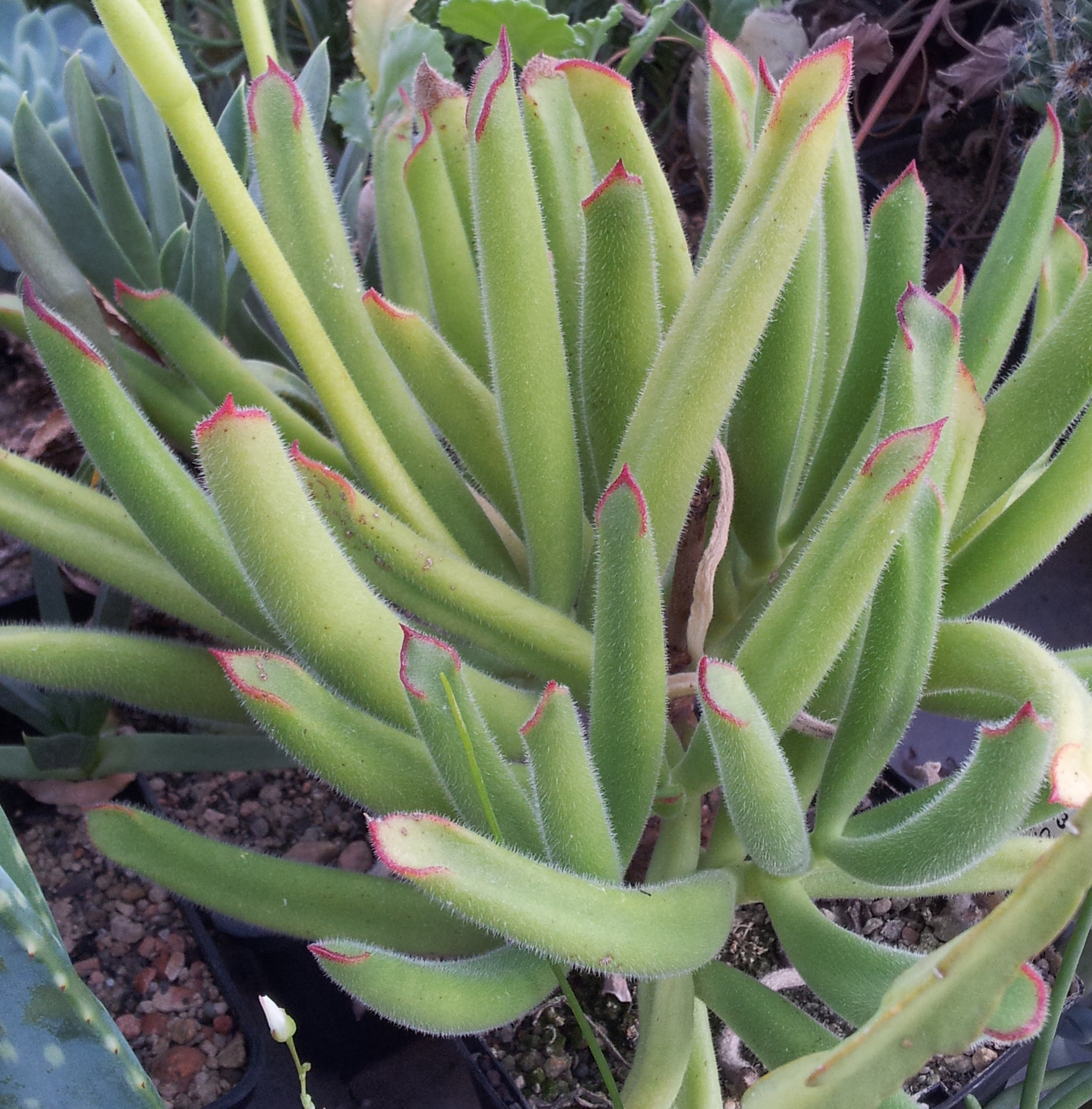
Cotyledon campanulata لها أوراق مستطيلة ، لزجة ، تيريت.
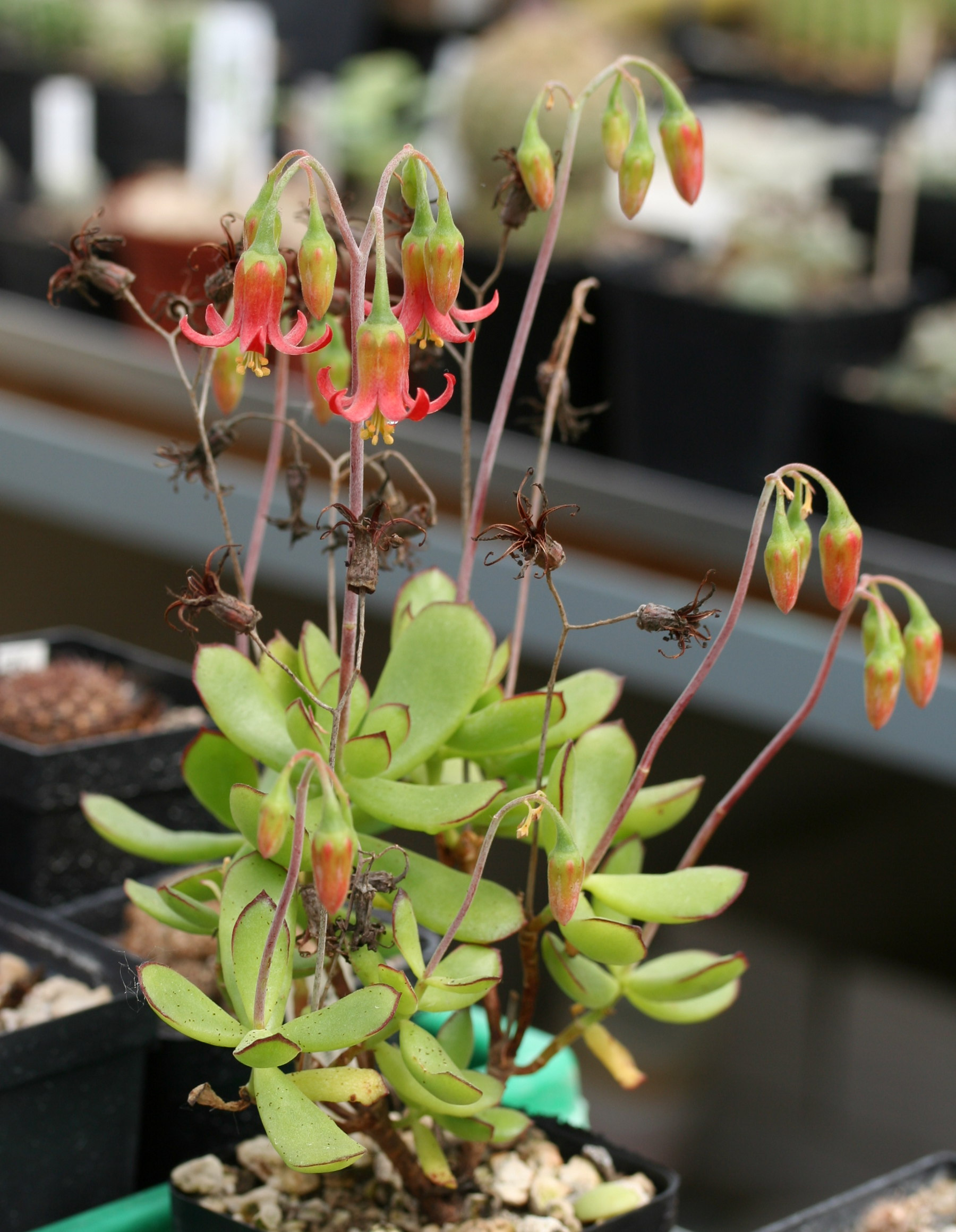
يحتوي Cotyledon eliseae الصغير على أوراق لزجة وإزهار مركب طويل وأزهار ضيقة.
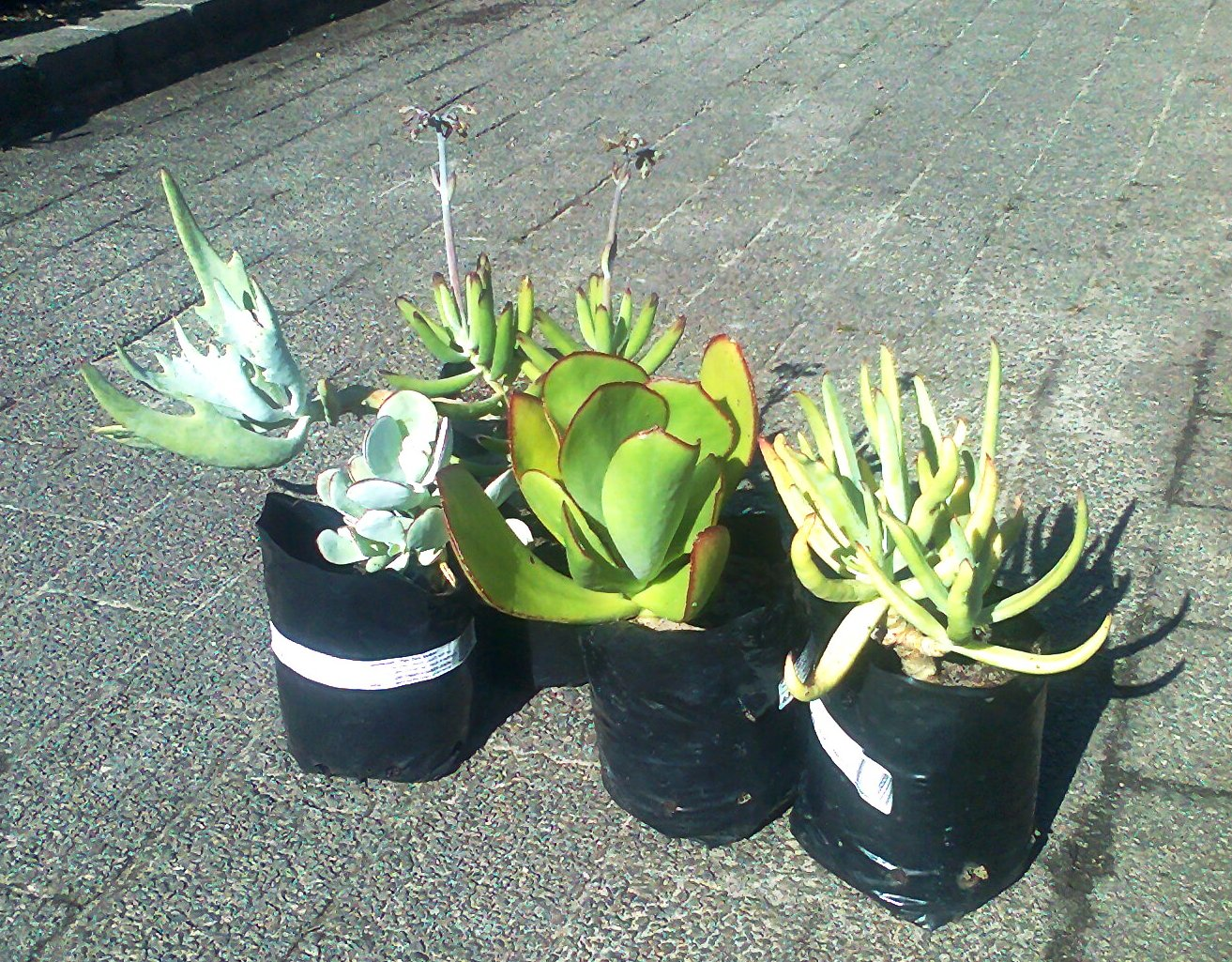
Cotyledon orbiculata نوع شديد التباين ، ذو نورات طويلة (20-40) سم) وفصوص بطول 10-15 ملم على كورولا غير المنتفخة.
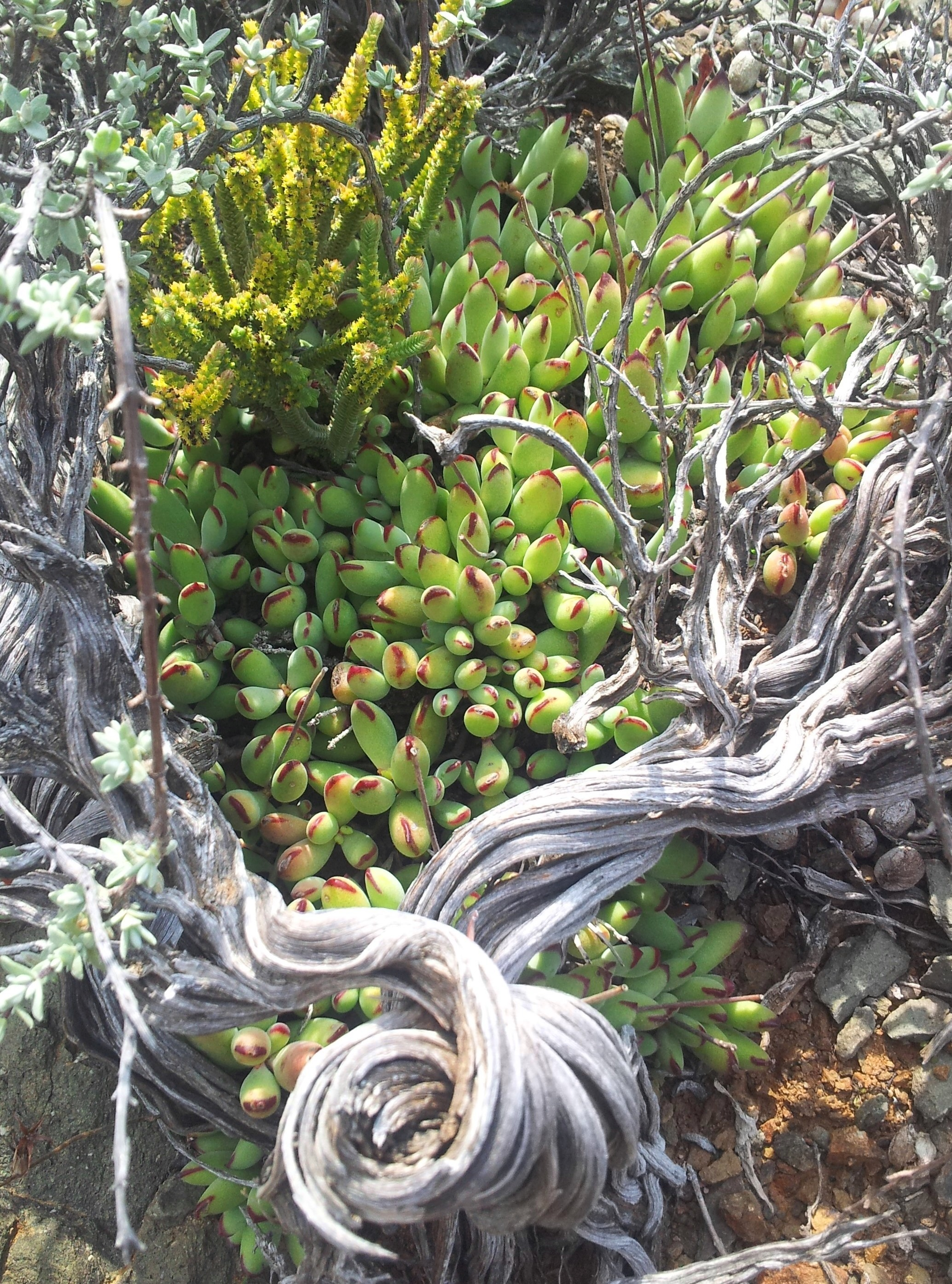
Cotyledon papillaris هو نوع منتشر ومندوب. أزهارها القصيرة لها فصوص طويلة صفراء.
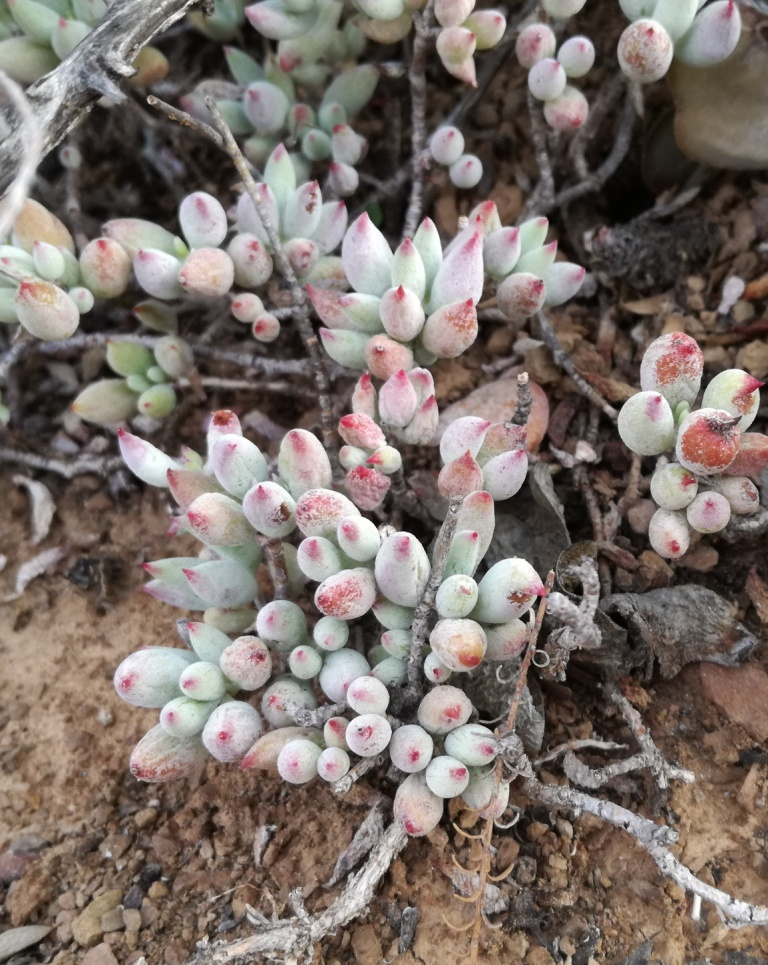
Cotyledon papillaris (شكل رمادي)
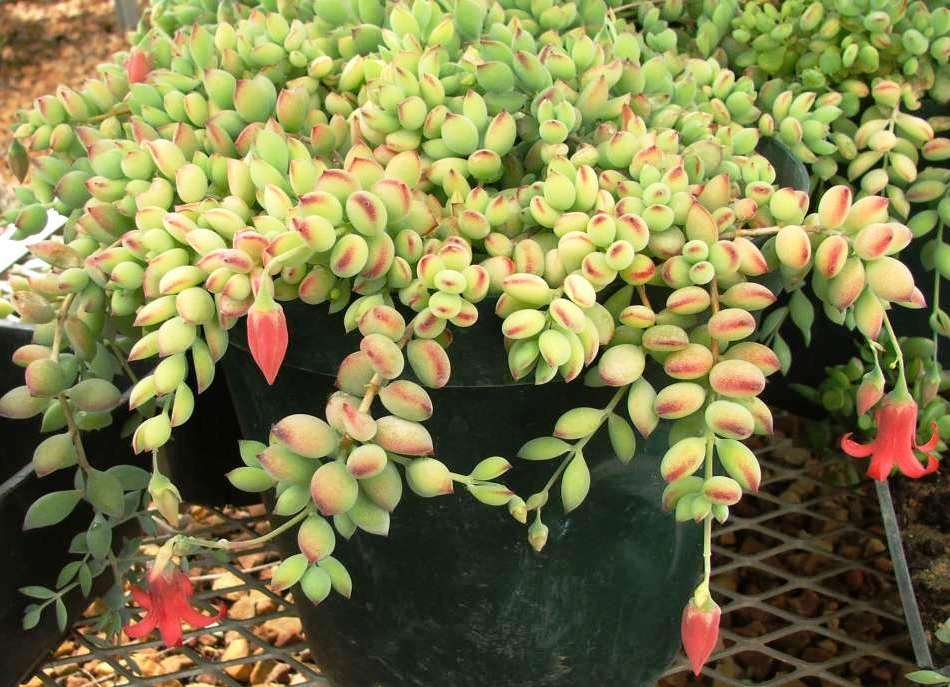
تحتوي دبابيس الفلقات على سيقان رفيعة ومتدلية وأوراق بيضاوية تقريبًا.
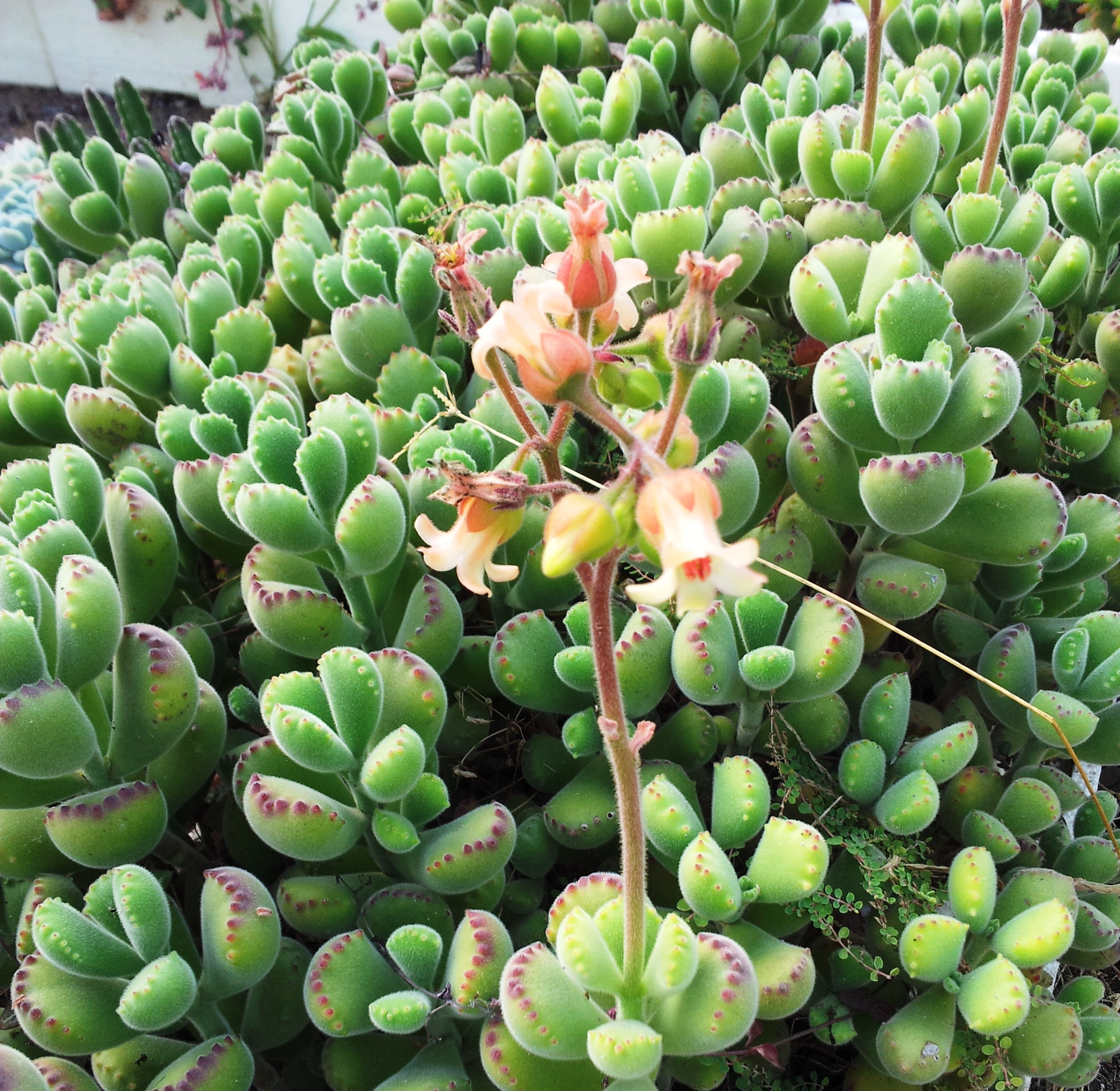
Cotyledon tomentosa ("Bears Paw") لها أوراق مشعرة ("tomentose").
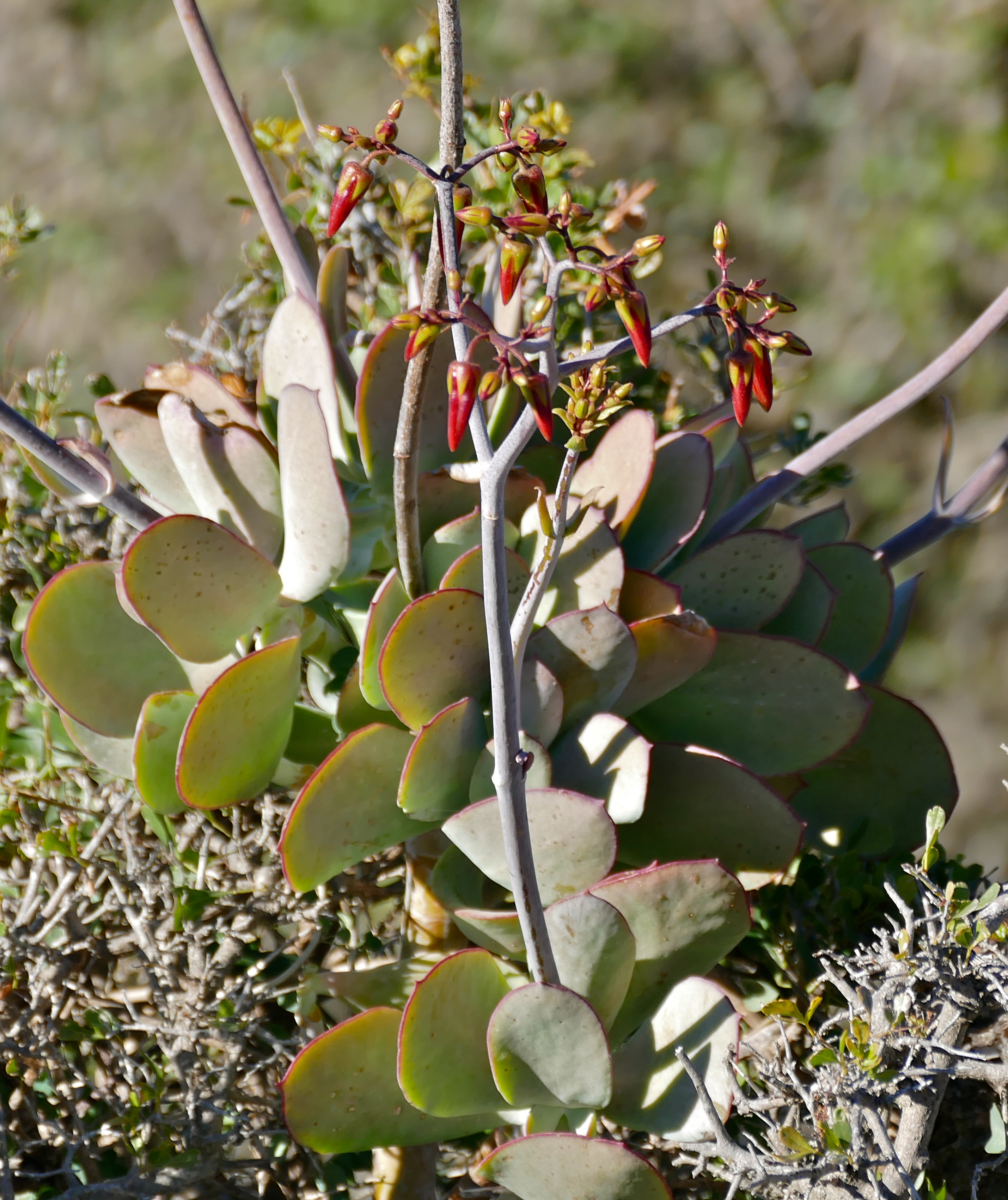
فلوتينا Cotyledon لها أوراق أذنية تحت الإزهار.
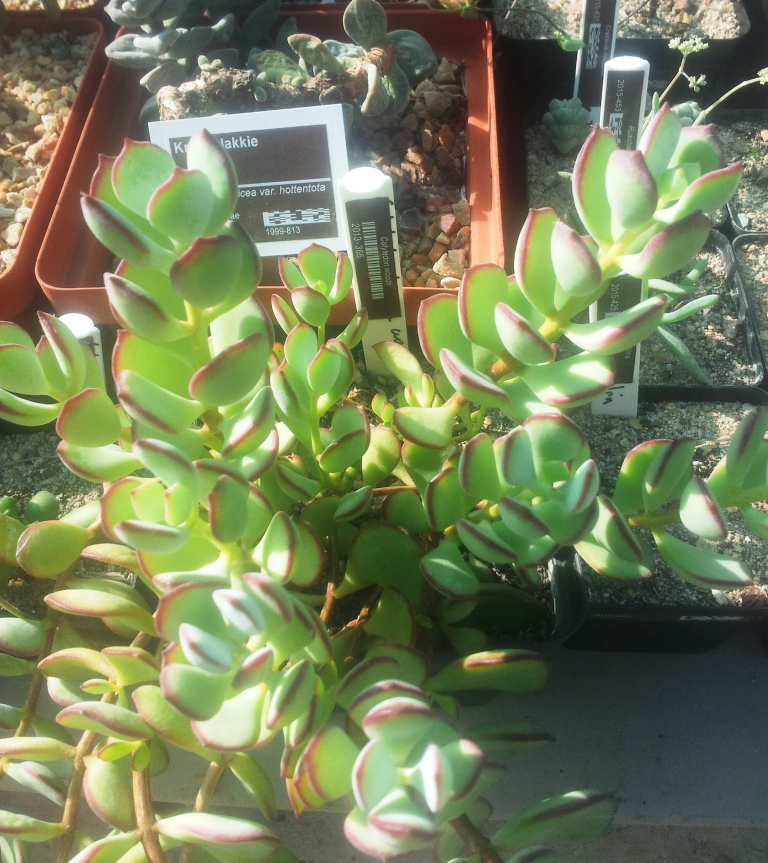
Cotyledon woodii شجيرة منتصبة (تصل إلى 1.2 متر) مع أزهار حمراء مفردة وأوراق مجردة.
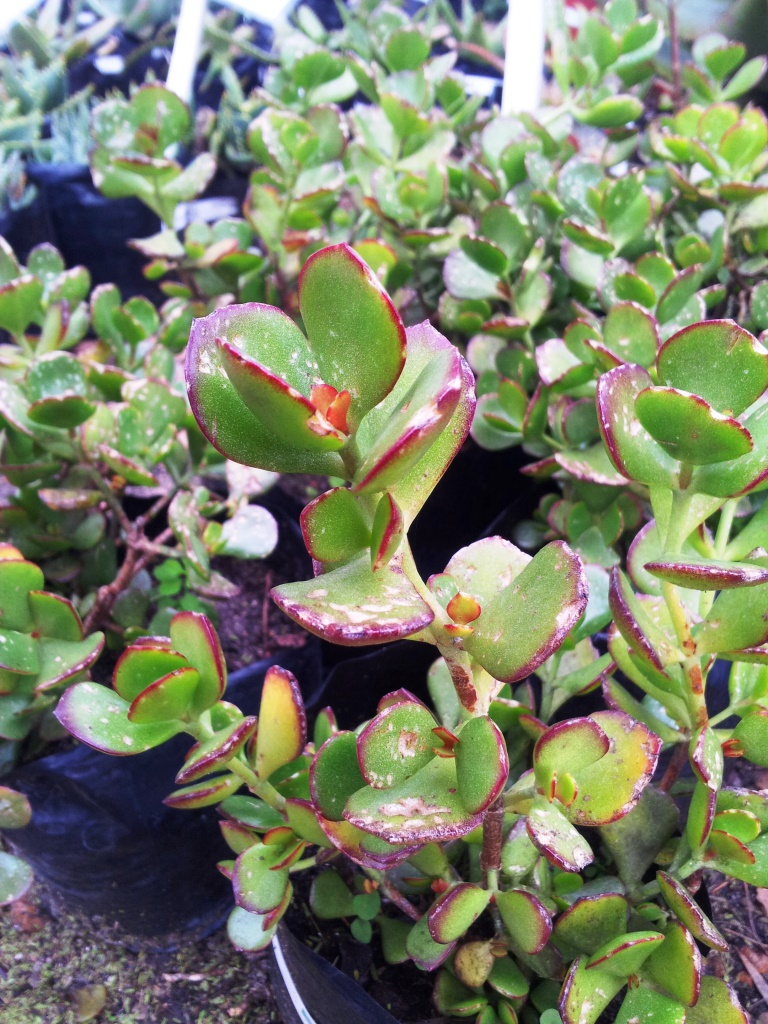
Cotyledon woodii (شكل الأوراق الخضراء).
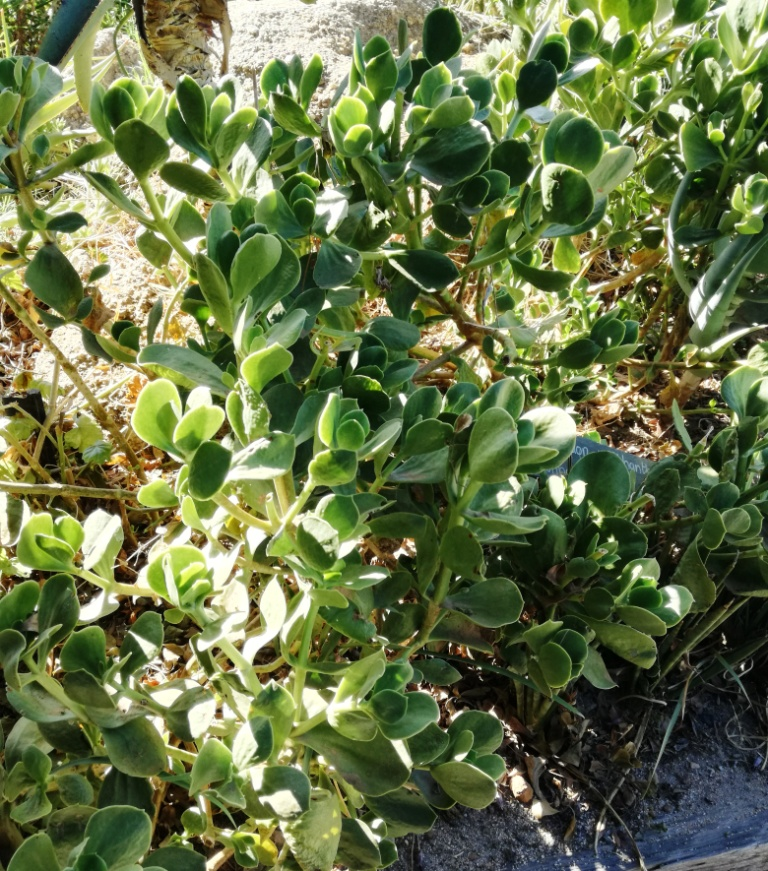
النبتة xanthantha